# Alfredo Vasconcelos
Alfredo Vasconcelos är en kommun i Brasilien.   Den ligger i delstaten Minas Gerais, i den sydöstra delen av landet, 700 km sydost om huvudstaden Brasília. Antalet invånare är 6 078.
Omgivningarna runt Alfredo Vasconcelos är huvudsakligen savann. Runt Alfredo Vasconcelos är det ganska glesbefolkat, med 28 invånare per kvadratkilometer.